# 呼吸性鹼中毒
呼吸性鹼中毒是一種因為呼吸頻率增加而導致血液pH值上升的身體狀況。是酸鹼平衡失調的四大分類中其中一類。

## 病因
呼吸性碱中毒的病因主要是过度换气。过度换气时，二氧化碳被大量排出，血液中碳酸浓度下降，血液中碳酸/碳酸氢盐比值下降，血液pH值上升，因而发生碱中毒。

## 症状
多数病人有呼吸急促之表现，可有眩晕、手足、口周麻木及针刺感，肌震颤及手足抽搐。

## 術語
- Alkalosis指的是血液的pH值上升
- Alkalemia指的是血液的pH值大於7.45

## 類型
呼吸性鹼中毒可分為急性與慢性兩大類。

## 治疗
用紙袋或膠袋蓋口，用口
慢慢呼吸直至徵狀減退為止(有窒息之危險，現在醫師多不建議如此)
可以慢吞溫開水，以吞嚥時會厭軟骨自動蓋住呼吸道，以達到減少呼吸頻率之效。

## 另見
- 過度換氣症候群
- 呼吸性酸中毒

## 延伸閱讀
- Lang, Florian. . Springer Science & Business Media. 2009-03-19  [2016-05-03]. ISBN 9783540671367. （原始内容存档于2019-07-29） （英语）.
- Unwin, R.; Stidwell, R.; Taylor, S.; Capasso, G. . American Journal of Physiology - Renal Physiology. 1997-11-01, 273 (5): F698–F705  [2016-05-03]. ISSN 1931-857X. PMID 9374832. （原始内容存档于2016-06-02） （英语）.
- LeBlanc, P J; Parolin, M L; Jones, N L; Heigenhauser, G J F. . The Journal of Physiology. 2002-10-01, 544 (Pt 1): 303–313. ISSN 0022-3751. PMC 2290561 . PMID 12356901. doi:10.1113/jphysiol.2002.022764.